# Markus Scherer
Markus Scherer est un lutteur ouest-allemand spécialiste de la lutte gréco-romaine né le 20 juin 1962 à Ludwigshafen.

## Biographie
Markus Scherer participe aux Jeux olympiques d'été de 1984 à Los Angeles dans la catégorie des poids super-mouches et remporte la médaille d'argent.